# درج

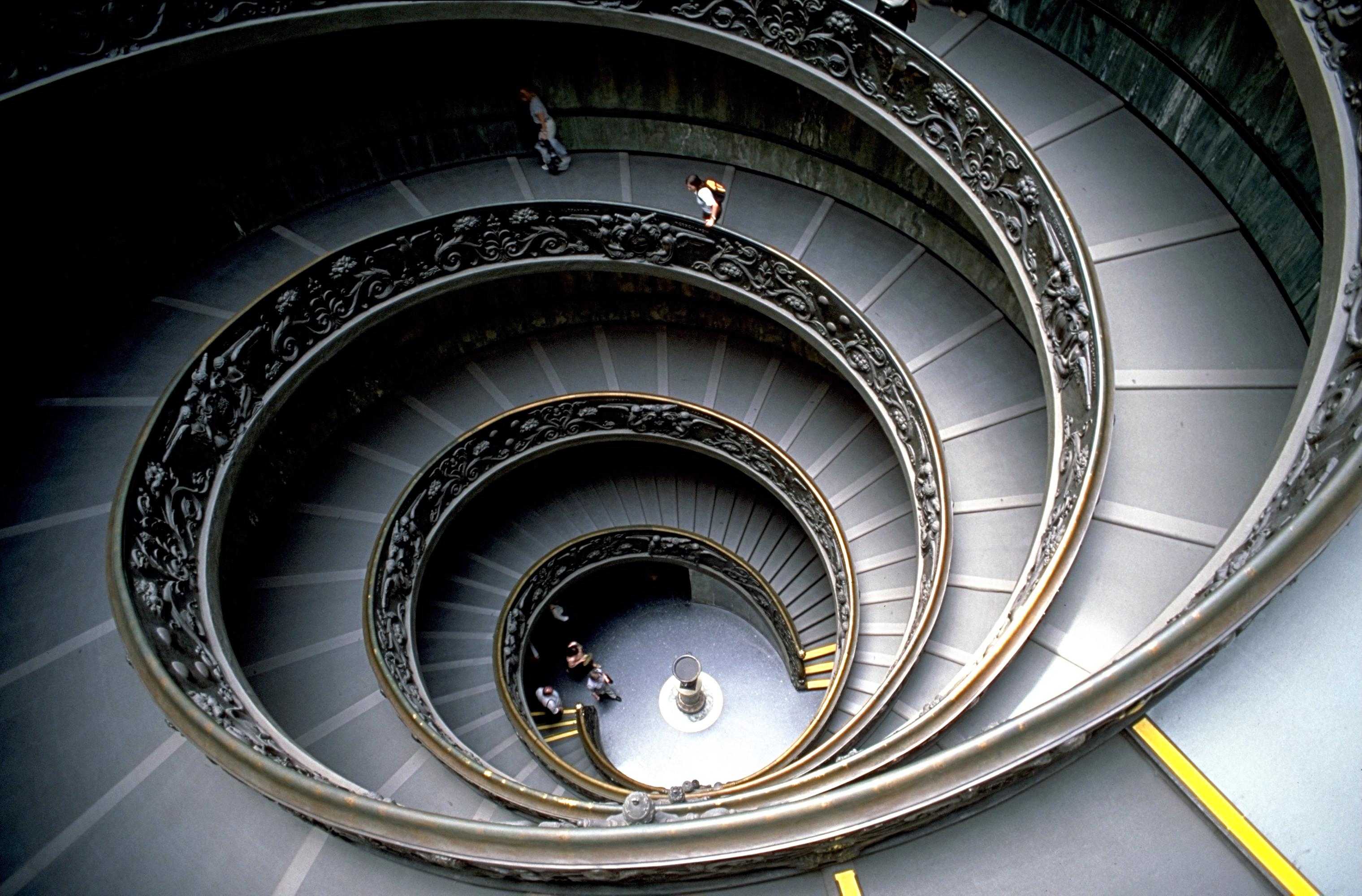
درج لولبي في متحف الفاتيكان.

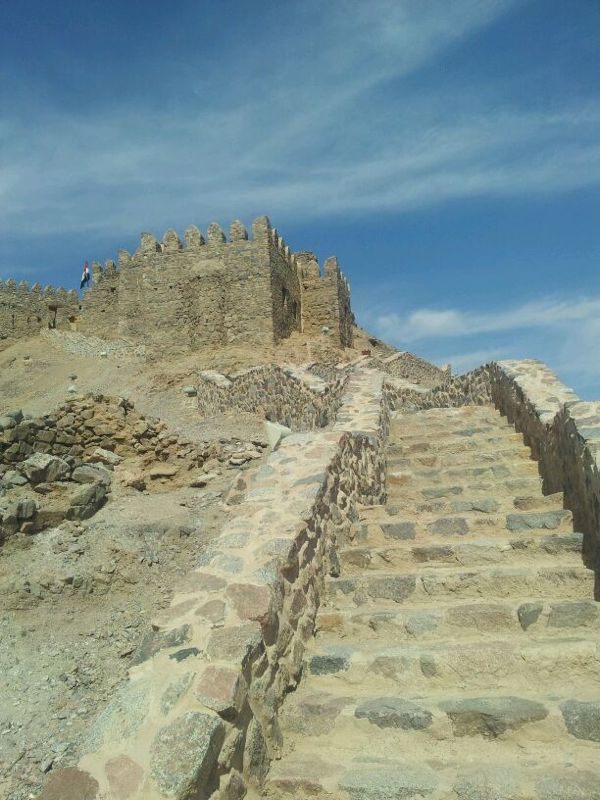
درجات تصعد إلى قلعة جزيرة فرعون

الدَّرَج أو السلالم هي سلسلة من الدرجات التي تكون وسيلة اتصال بين الطابق والأخر. أو مجموعة من الدرج مكونة لمستوي مائل الغرض منه الوصول بسهولة من طابق إلي آخر. وتوضع السلالم في مكان يخصص لها في المبني يعرف اصطلاحا ببئر السلم.

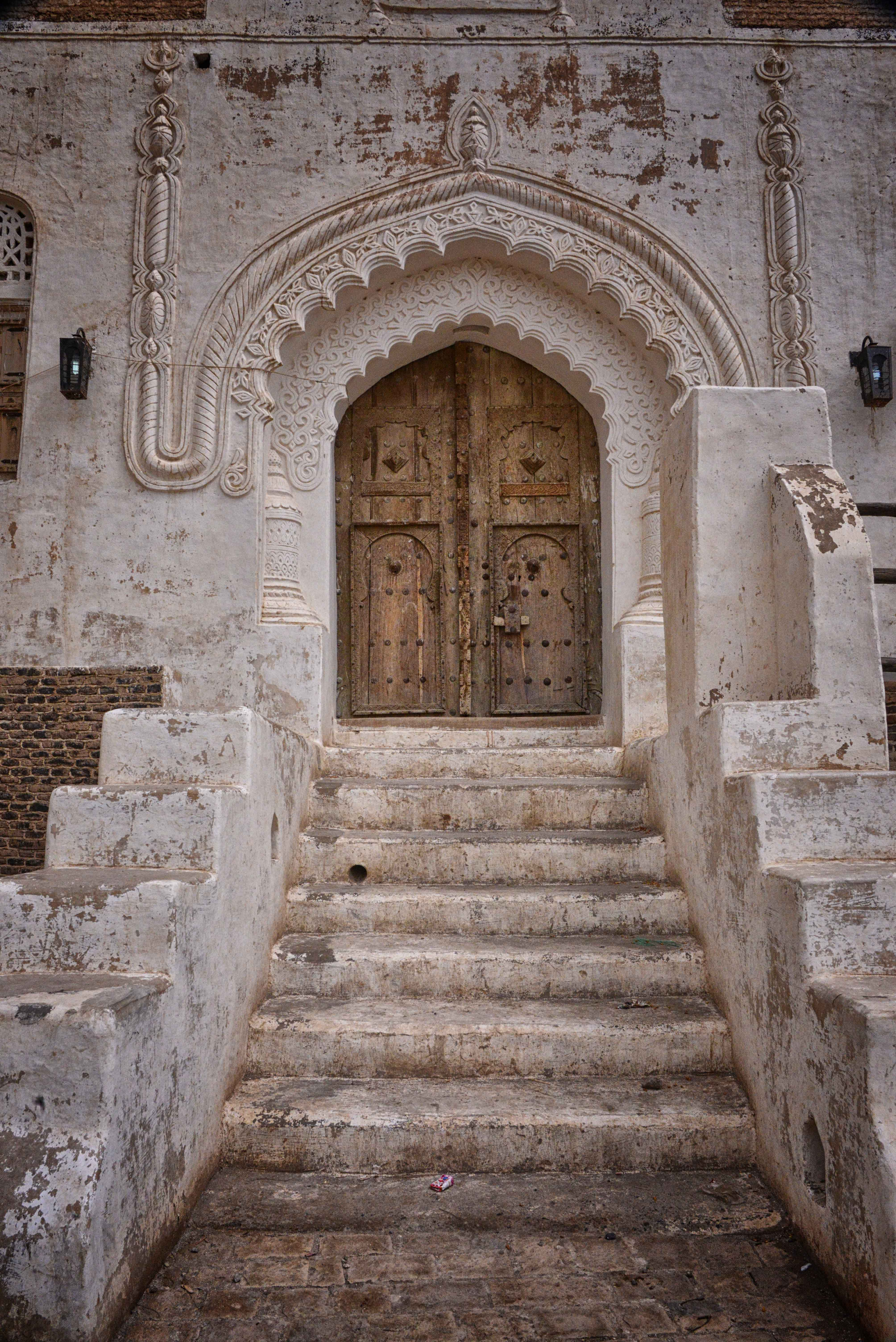
سلالم تصعد إلى بوابة في اليمن

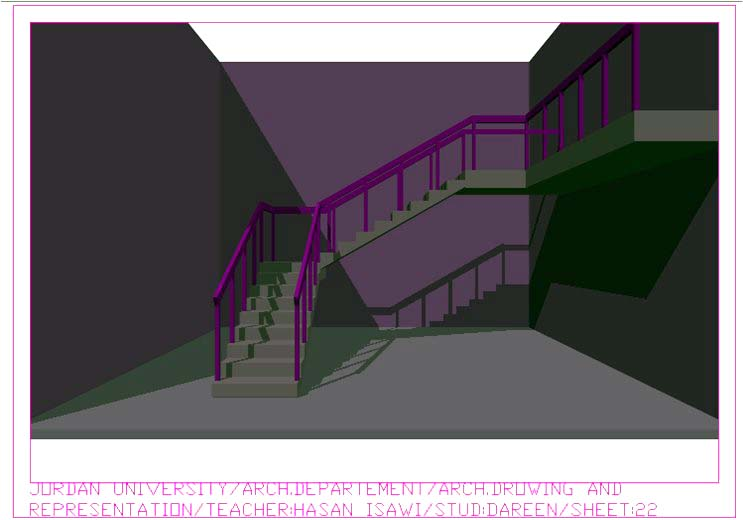
منظور امامي لنموذج درج بزاوية

## التكوين والتصميم

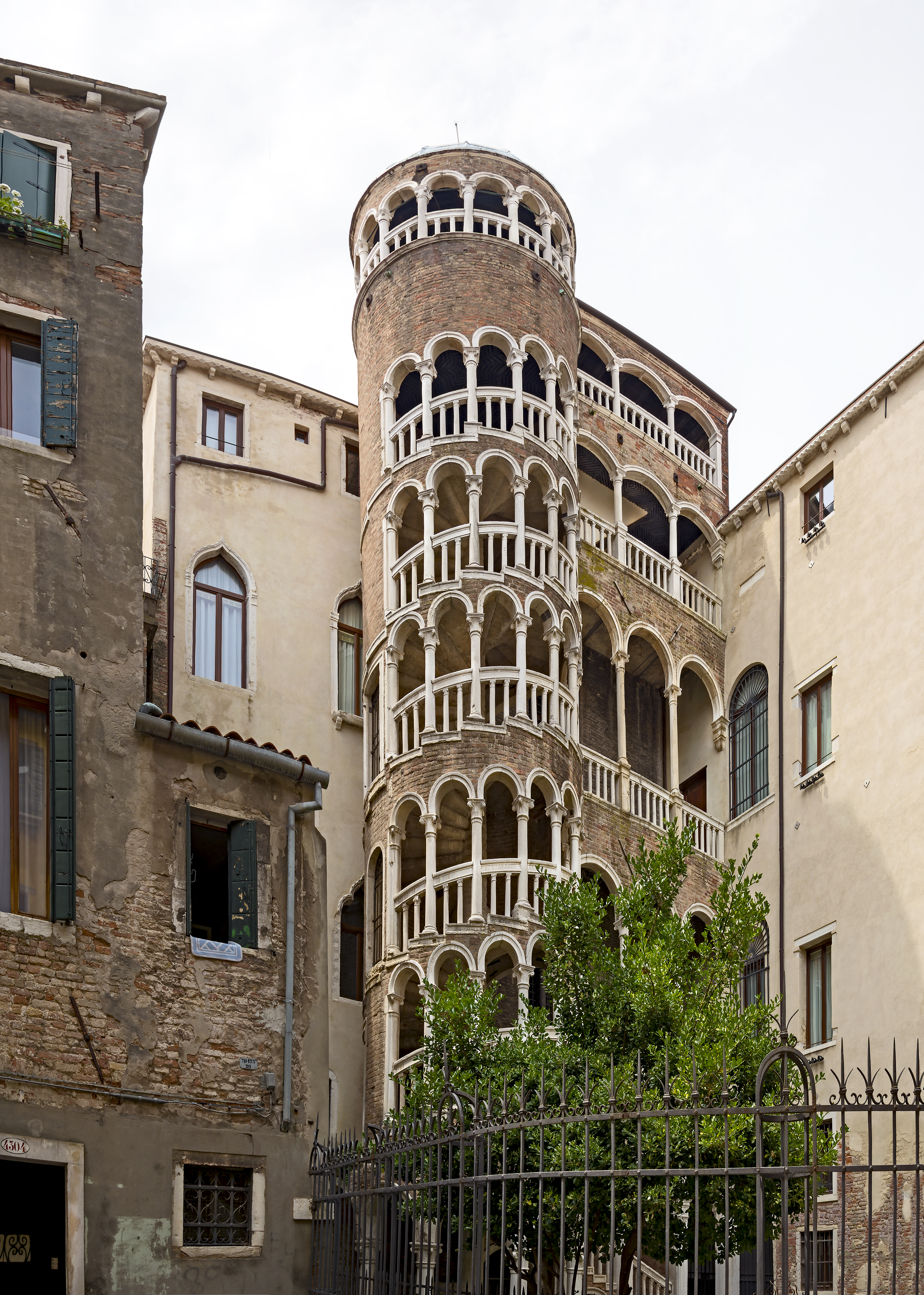
درج لولبي خارجي في فينيسيا

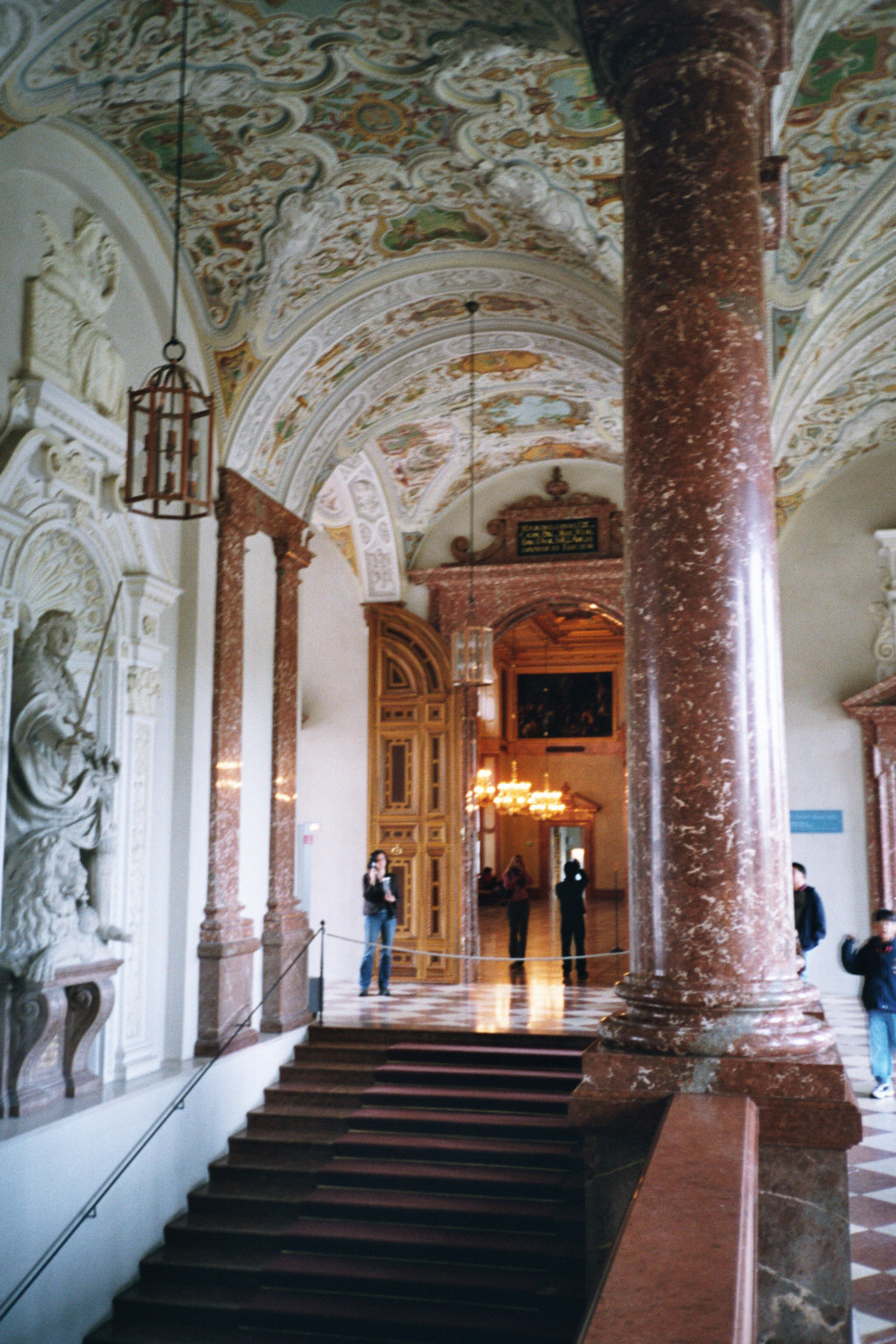
درج في أحد قلاع ميونخ

وتنشأ السلالم من سلسلة من الدرجات بطريقة مستمرة أو متقطعة عن طريق ما يسمي بمنبسط الدرج أو البسطة أو الصدفة بين مجموعة من الدرجات.
يجب أن تصمم جميع السلالم وتنشأ بحيث تكون الحركة إلي أعلي وإلي أسفل من طابق إلي طابق بأسلوب مريح وسريع وآمن. ويمكن للسلم أن يكون من أي مادة مناسبة مثل الطوب أو الحجر أو خشب البناء أو الفولاذ أو خرسانة أسمنت قوية.

## المصطلحات الفنية الهامة
هذه هي المصطلحات الفنية المرتبطة بالسلم:
- الدرجة أو السلمة: هي إحدي القطع المتكونة منها مجموعة السلم، ولكل درجة سطحين ظاهرين أحدهما أفقي وهو السطح العلوي المعد لوطء القدم، والثاني رأسي وهو العمودي علي الأفقي.أو هي  اتصال سطح الدرجة (النائمة) مع القائمة. تثبت الدرجة بين فخذين، أو فوق تدرج الفخذين ويسمي طرفها القريب من الحائط باسم «ذيل» ويسمي الطرف الآخر عند الدرابزين باسم «رأس».
- النائمة: أو الموطئ أو المداس هي سطح الدرجة الأفقي التي يوضع عليها القدم. وعرض النائمة عرض الدرجة.
- القائمة: الواجهة العمودية للدرجة. وهو السطح الرأسي العمودي علي النائمة وارتفاعه هو ارتفاع الدرجة.
- خط الدوس: المسافة الأفقية بين أي قائمتين متتاليتين.
- الصاعد: المسافة الرأسية ين أي نائمتين متتاليتين.
- البادي: هو  أول درجة في السلم وتأخذ أشكال مختلفة من حيث التصميم وتبعا للغرض المعد لأجله السلم وتكون درجة ذات نهاية بها تكور أو كلا من البداية والنهاية بها تكور أو جزء زائد. وتكون في أول درجة أو درجتين من الأسفل. وهذا النوع من السلالم يكون عادة في أسفل درجة.
- أنف الدرجة: أو حافة الدرجة هي بروز في النائمة الرخامية عن القائمة الرخامية وليست الأسمنتية.و يكون الأنف عادة حلية بارزة من عرض السلم.
- الانحدار أو زاوية الميل: هو الزاوية بين فخذ السلم ومنبسط الدرج.
- الحصيرة: دعامة مائلة تثبت بها النائمة والقائمة.
- الدرابزين:  حاجز الدرجات أو الحائل المثبت عند روؤس الدرجات لحماية الصاعد أو النازل من السقوط. أو هو جزء منحدر علي ارتفاع مناسب يوضع علي السلالم ليعطي العون والحراسة للمستخدمين.
- أعمدة الدرابزين: وتسمى البرامق، الجزء العمودي عند أطراف الدرجات، ويكون بين الدرجات والدرابزين.
- الصاري: العمود القائم في أسفل درجة وأعلي درجة وفي نقطة التحول في السلم لكي يثبت به الدرابزين.
- فخذ السلم: لوح سميك من الخشب الغرض منه حمل درجات السلم ويلزم لكل قلبة من قلبات السلم فخذين أولهما مجاور للحائط ويسمي فخذ الحائط والثاني عند منور السلم ويسمي فخذ المنور.
- الحمال:  فخذ مساعد يكون قطاعه أصغر مقاسا من قطاع الفخذ الأصلي ويوضع حمال واحد على الأقل في متوسط المسافة بين الفخذين الداخلي والخارجي ليساع في حمل الدرجات الطويلة.
- المنبسط أو البسطة:  الجزء الأفقي يكون مربع الشكل عادة والذي يتغير عنده اتجاه السلم وهي نوعان: بسطة متوسطة وبسطة نهاية تسمي بسطة الوصول.
- الصدفة: هي الجزء الأفقي وعادة يكون مستطيل الشكل ويفصل بين قلبتين وهي كالبسطات معدة للاستراحة عند تغير اتجاه القلبات يوجد منبسط زاوية 90 ومنبسط زاوية 180.
- القلبة: سلسلة من الدرجات موجودة في مستوي مائل واحد ويفضل ألا يقل عدد الدرجات في القلبة الواحدة عن درجتين ولا يزيد عن 12 درجة في المباني السكنية.
- بيت الدرج:  المسطح الذي ينشأ فيه السلم ويكون علي أشكال مختلفة بالنسبة لمسقطه الأفقي.

## أنواع السلالم المختلفة
- السلالم الخشبية البسيطة: من الأجزاء المهمة فيها التراكيب الخاصة بفخذى السلم الطالع والنازل.
- السلالم الخشبية الفارغة: تثبت الدرجات على الأفخاذ الخشبية بزوايا من الألمنيوم المصبوبى.
- السلالم الخشبية الفارغة بدون قائمة: تعتبر أقل تكلفة وأكثر استعمال في المحال التجارية وفي هذة الحالة تكون الدرجات القائمة أكثر سمك من مثيلاتها في السلالم الأخرى وتربط الأفخاذ عادة بجاويط من الحديد زيادة في متانة السلم.
- السلالم الخشبية المغربية: لها طريقة خاصة لتحديد شكل الفخذ الذي يكون غالبا غير منظم حيث ترسم قطاعات الدرج عند اتصالها بالفخذ والخط الذي يرسم مرة بروؤس الدراجات ليحدد لنا شكل الفخذ.
- السلالم من الحجر أو الرخام.
- السلالم الحجرية
- السلالم الحلزونية الحجرية: السلم الحلزونى بدون محور تثبت أطراف درجاته داخل الحائط وتحمل فوق بعضها، أما المحورى فتكون أطراف درجاتة الخارجية على أعمدة تحمل على الدرجات السفلى أو تثبت في الحائط.
- السلالم الخرسانية الحلزونية: يبين الرسم سلم مصنوع من درجات مسلحة مصبوبة على انفراد تثبت فوق بعضها ويصب في الفراغ الداخلي عمود مسلح في المركز.
- السلالم الخارجية للحدائق: تختلف باختلاف المساحة والغرض. وأنواعها:
  - سلم بسيط.
  - سلم نصف هرمى.
  - سلم قلبة واحدة.
  - سلم قلبتين باتجاهين.
  - سلم ذو منحنيات للحدائق الكبيرة.
  - سلم ذو مدخلين لحديقة قصر.
- السلالم من الخرسانة المسلحة: يمكن عملها بصب الدرجات وحدها وتركبها مثل السلالم الحجرية أو صب حصيرة مشكلة أو غير مشكلة الدرجات وتلصق بعد ذلك بالخامات اللازمة.
- السلالم من بلاطات الخرسانية: سلم مركب من بلاطات خرسانة مسلحة سمك 4.5 نائمة و4 سم للقائمة مثبت في الحائط ومن الجهة الأخرى مرتكزة على زاوية حديد 8×4×0.5 سم وهو مغطى بطبقة من الكاوتشوك سمك 7 مم للنائمة و5 مم للقائمة وتلصق على البلاطات بواسطة مادة لاصقة لبنة والكوبستة قطر 4.5 سم من معدن اتيكروبدال ومركبة على خوص حديد 3.5×0.5 سم وهي مثبتة في زاوية السلم الحديدية.
- السلالم الخارجية البسيطة.
- السلالم المعدنية البسيطة.
- السلالم الحديدية.
- السلالم للقفز بأحواض السباحة: أصبحت من أهم الأعمال المعمارية إذ أنها تعطى مظهرا خاصا للحمام ولذلك يعتنى المعماريون بدراسة تصميمها متقيدين بالمقاسات المصطلح عليها عالميا.
- السلالم لمنحدر الانزلاق باحواض السباحة: منزلق لحوض السباحة بارتفاع 3.20 م يوصل إليه سلم من الخرسانة المسلحة مركبين على كمرة مسلحة بشكل عقد.وهذه الطريقة للانزلاق تستعمل في حمامات الأطفال للتسلية.
- السلالم المتحركة للمكتبات.
- السلالم المتخفية في الاسقف: تستعمل عادة للوصول إلى الصندرة بالمساكن وذلك لكى لا تشغل حيز ثابت وعند استعمالها تجذب بواسطة سلسلة تحرك السلم على محور بأرضية الصندرة ويهبط السلم إلى أسفل لاستعماله.
- السلالم المتحركة: عدة أنواع وهي تستعمل عادة في الأماكن المكتظة بالناس لسرعة الحركة ويمكن أن تكون في اتجاه واحد أو اتجاهين متضادين أو متوازيين.

## الأبعاد الدنيا للدرج الاعتيادي
يحتاج الوصول إلى طابق ارتفاعه 3 م إلى 18 درجة وحيث ارتفاع كل قائمة يساوي تقريبا 16.5 سم.
1. عرض الدرج 100 سم.
2. عرض المنور 10 سم.
3. عرض الدرابزين 5 سم.
4. طول الشاحط المكون من 9 درجات = 240 سم
5. عمق بسطة الوصول 120 سم.
6. عمق البسطة الوسطية يساوي عرض الدرج
7. الإزاحة بين درجات الشاحطين تساوي 0 سم.

## معرض صور

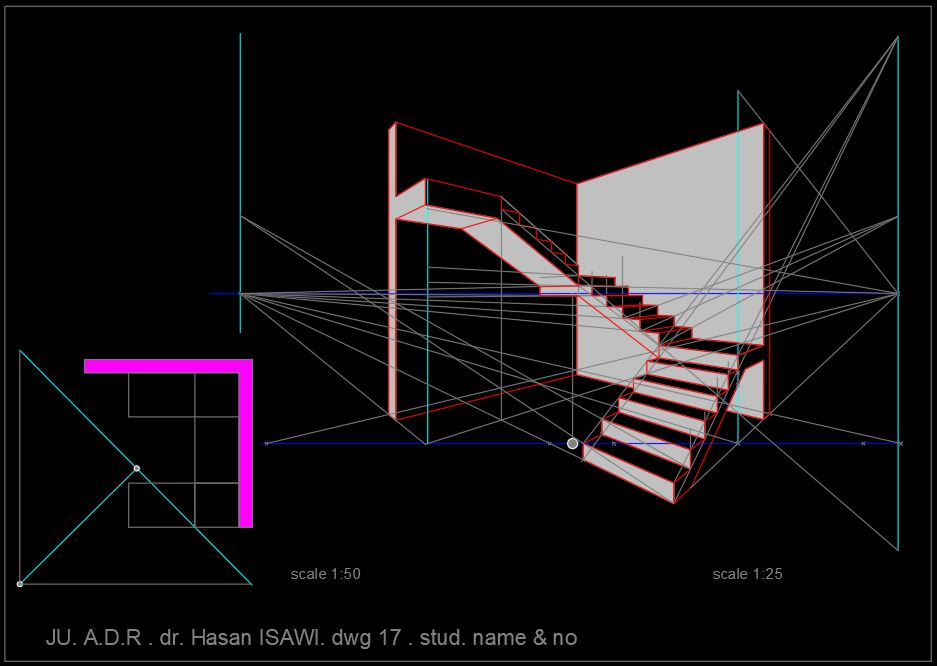
منظور بزاوية لدرج بثلاثة شواحط
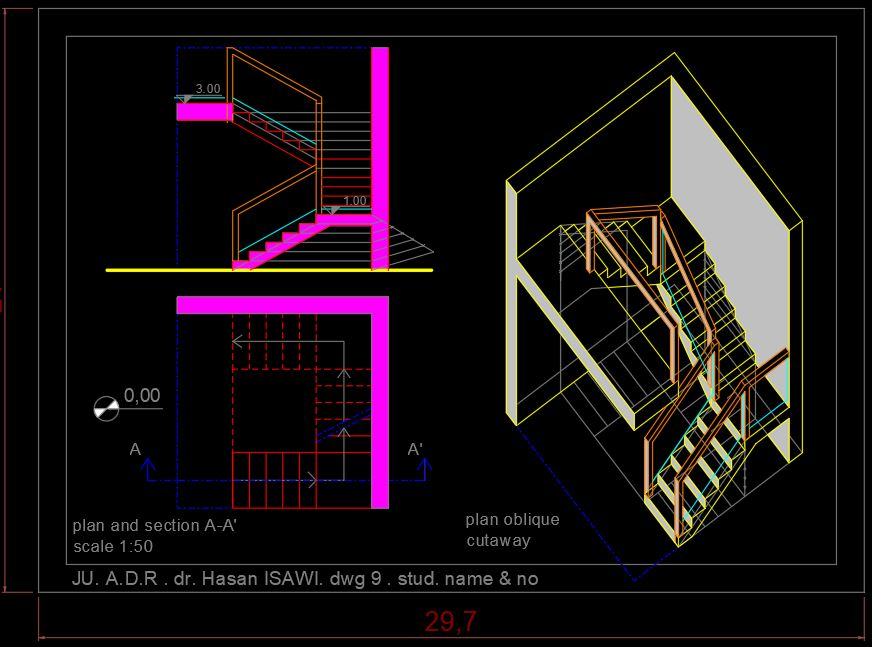
درج بثلاثة شواحط(3stair flights)
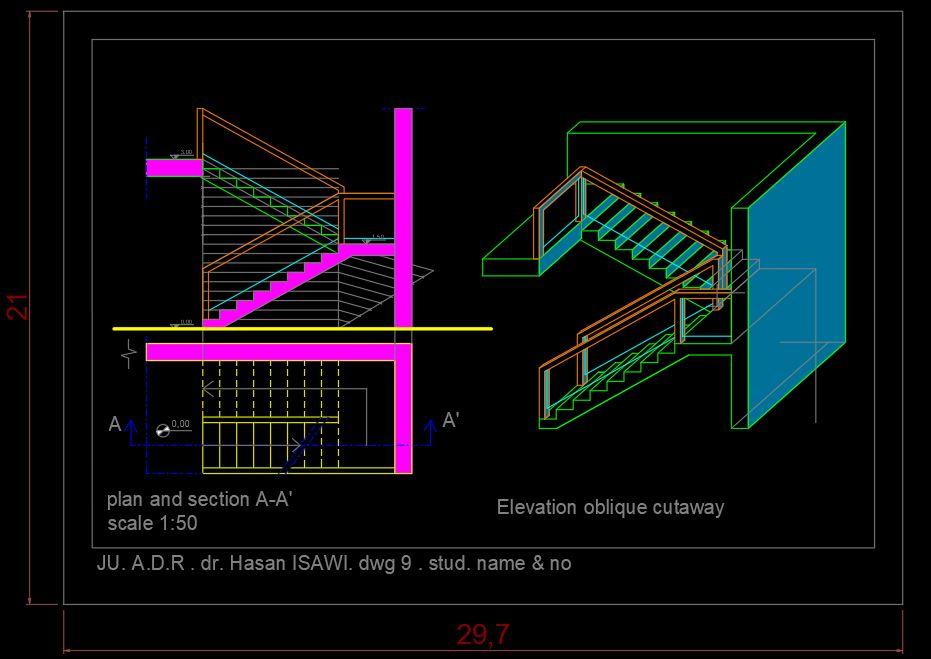
درج بشاحطين (two stair flights)
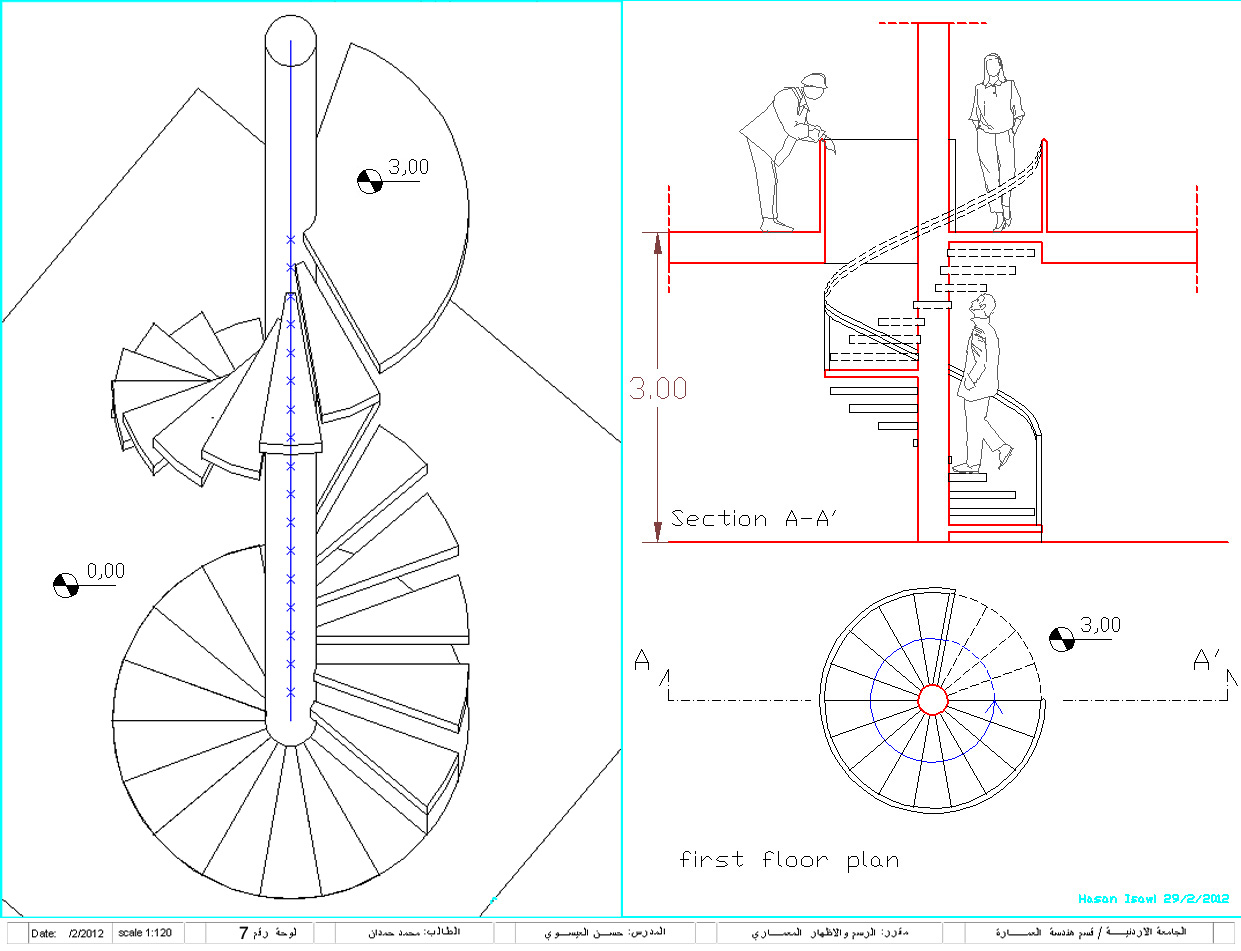
درج حلزوني في الإسقاطات العمودية وفي الاكسنومتري الكافاليرا الافقية
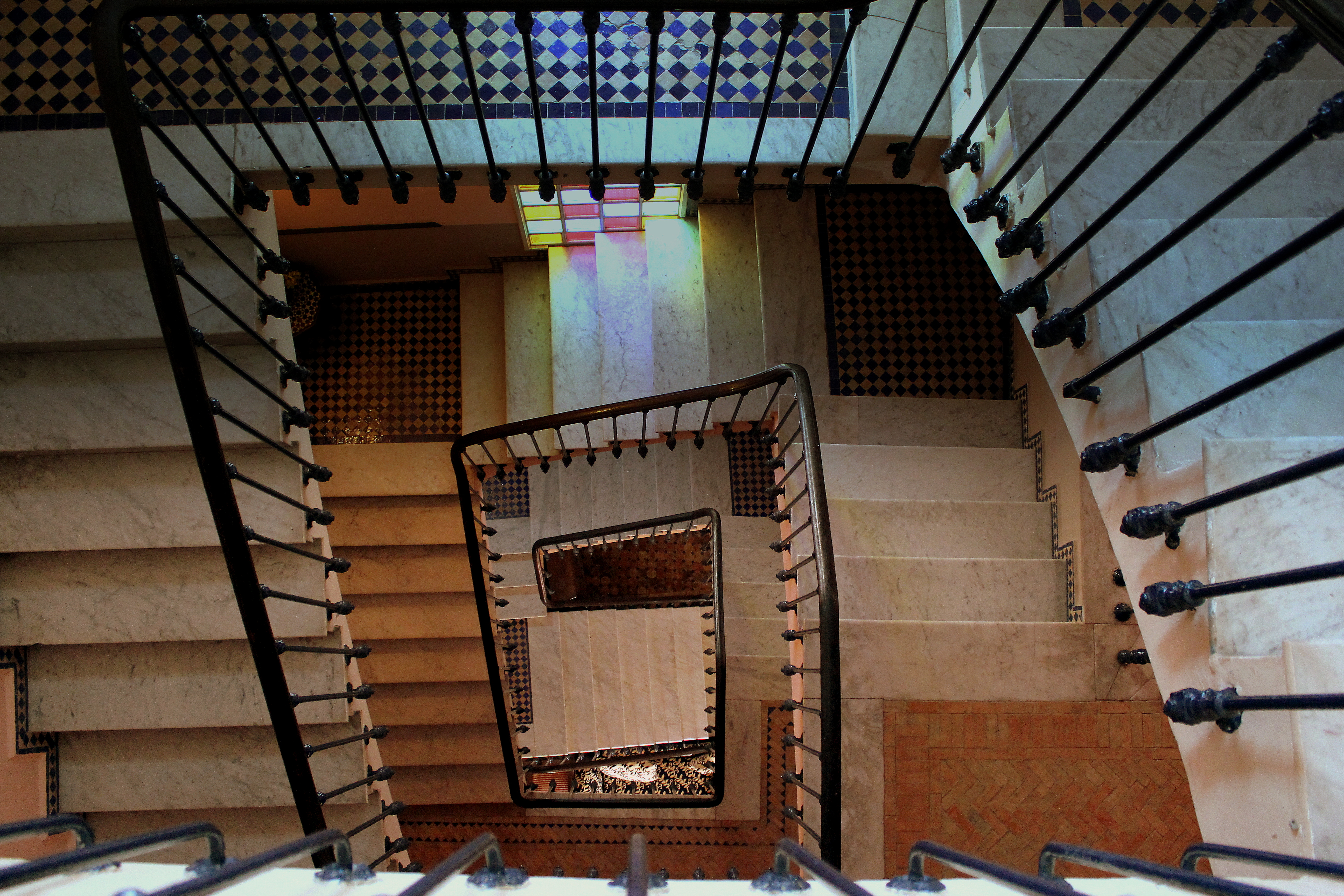
منور درج في طنجة
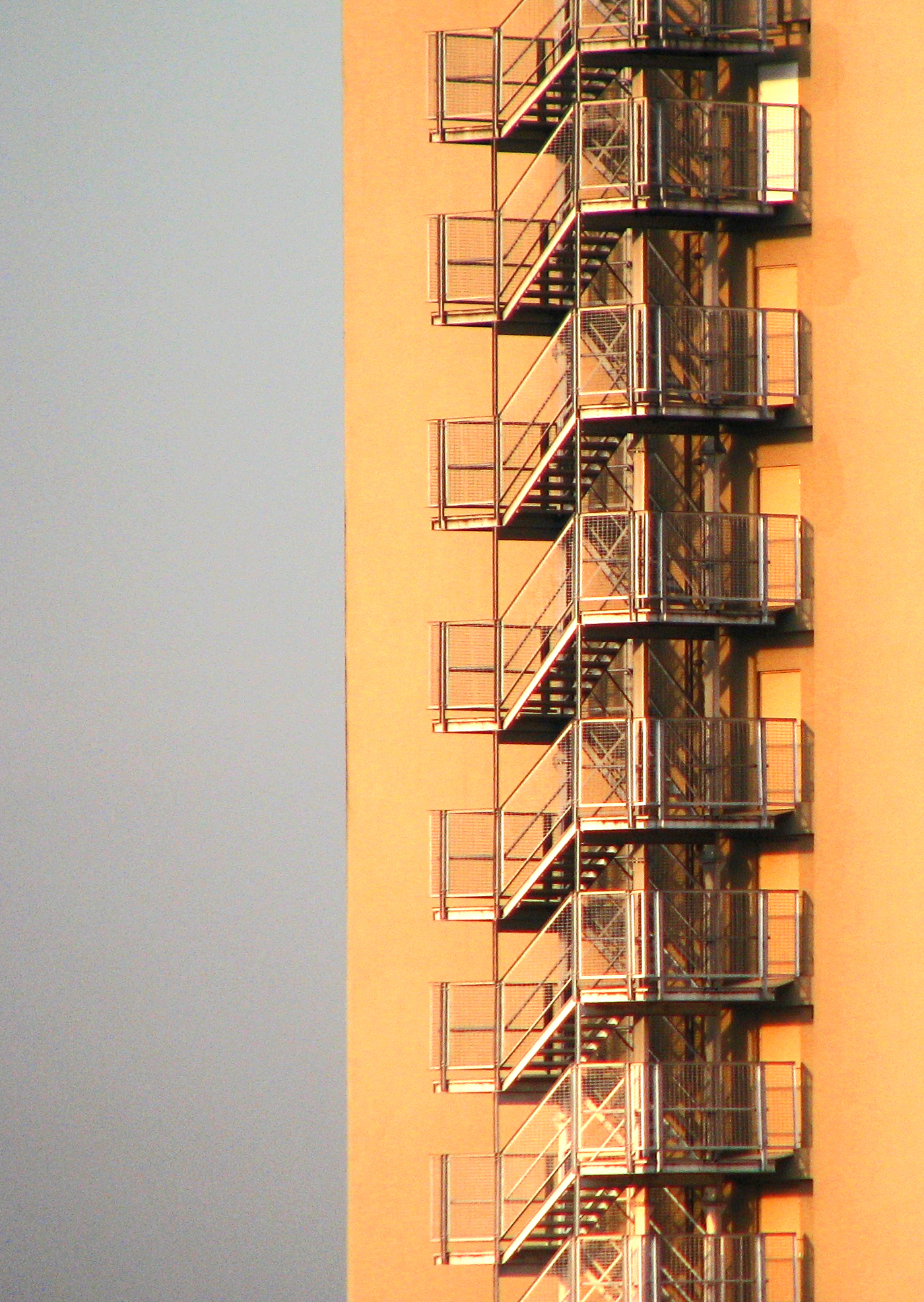
درج طوارئ في ساوباولو
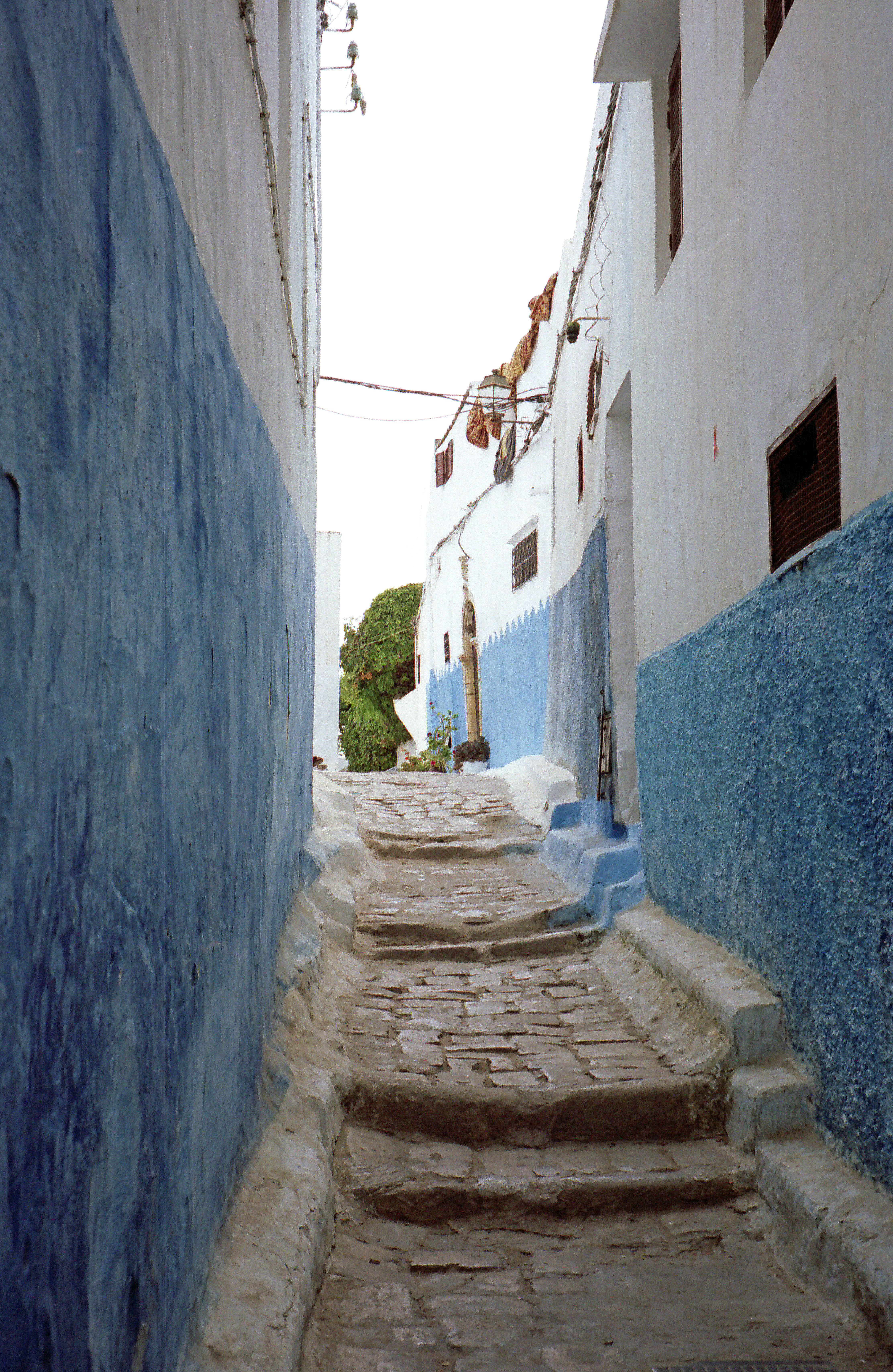
درجات في زنقة مغربية
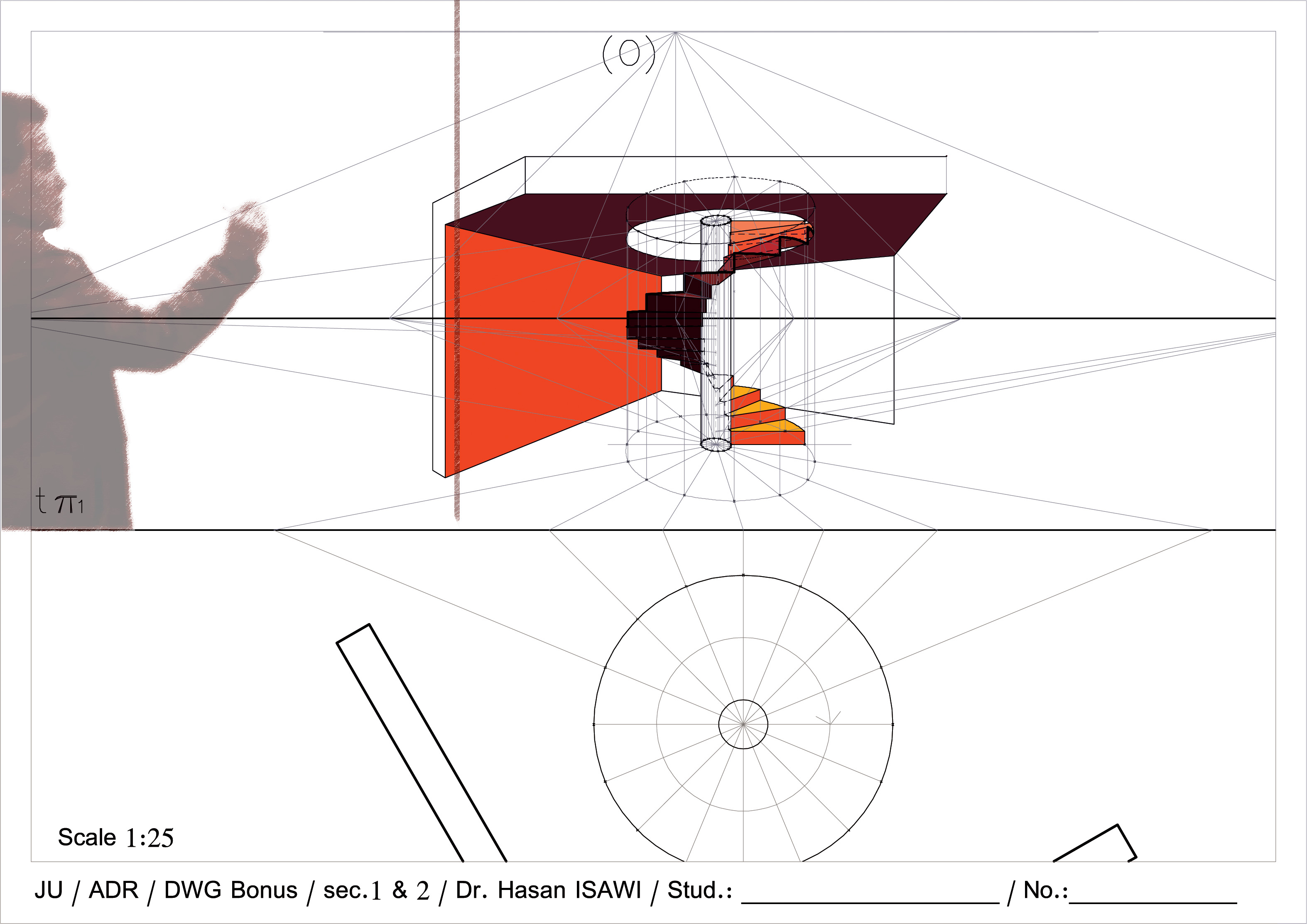
منظور درج حلزوني
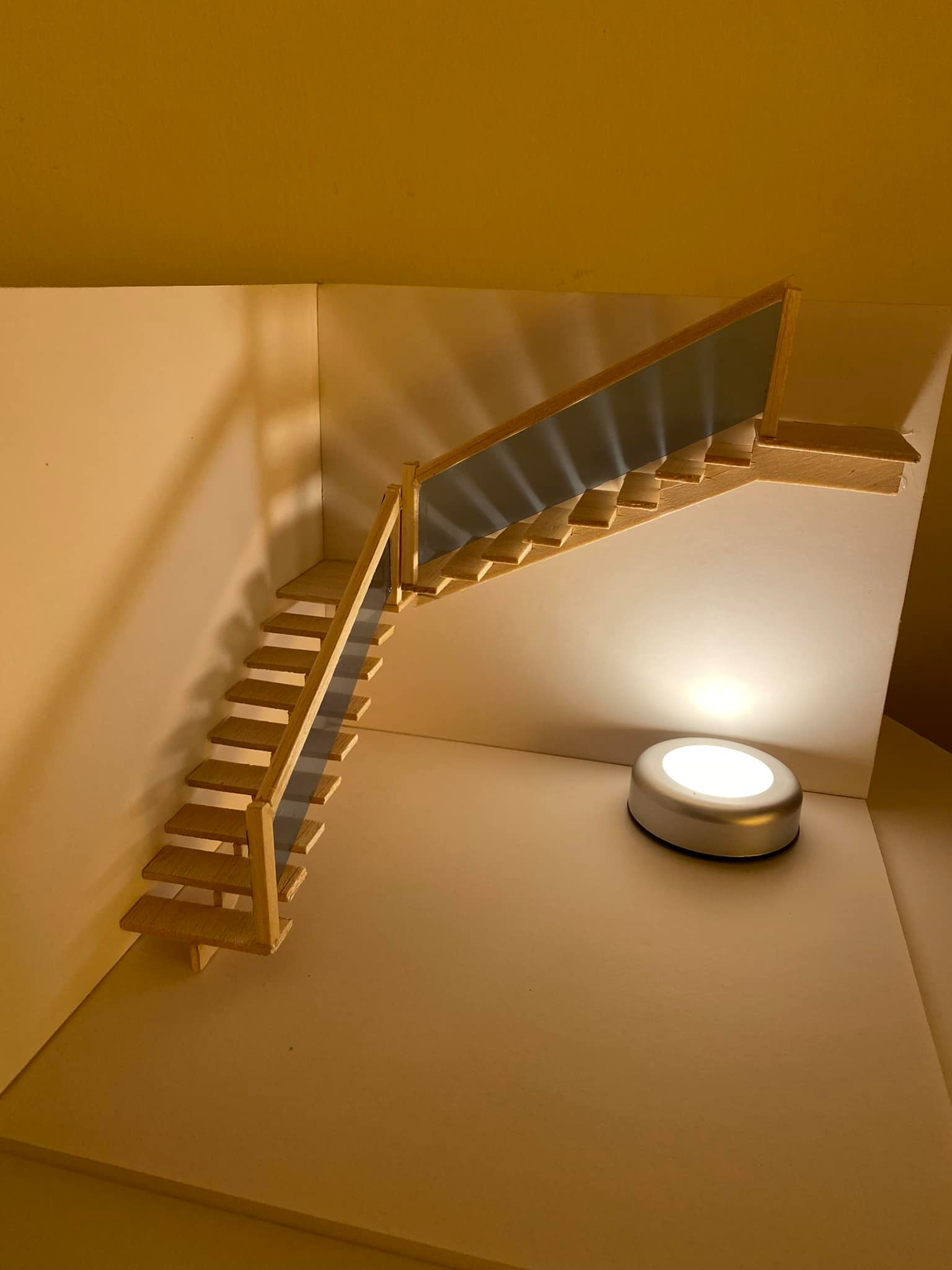
مجسم درج بشاحطين على شكل حرف L